# Encarsia submetallica
Encarsia submetallica är en stekelart som först beskrevs av Girault 1930.  Encarsia submetallica ingår i släktet Encarsia och familjen växtlussteklar. Inga underarter finns listade i Catalogue of Life.